# レイモンド・チョウ
レイモンド・チョウ（Chow Man-wai, Raymond、鄒文懐、簡体字: 邹文怀、拼音: Zōu Wénhuái、1927年10月8日 - 2018年11月2日）は、イギリス領香港出身（本籍は広東省潮州）の映画プロデューサー。ゴールデン・ハーベストの設立に関わり、長く会長を務め、「香港映画の父」と呼ばれた。

## プロフィール

### ショウ・ブラザーズ
1949年に、中華民国上海市の聖ヨハネ大学（現在は跡地に華東政法大学が建つ）卒業後、香港に戻る。英字新聞社「香港スタンダード」の記者を10年間務めた後、1950年にショウ・ブラザーズに転職。宣伝主任、宣伝部長、製作本部長を歴任し、1970年に同社を退社し独立。

### ゴールデン・ハーベスト
ゴールデン・ハーベストを設立し、ブルース・リーやジャッキー・チェンと契約して世界各国で大ヒット作を連発し、同社を香港最大の映画会社に発展させる。
1982年の「キャノンボール」で、ハリウッド進出にも成功している。
1998年に、香港特別行政区政府より文化人への栄誉を称える「金紫荊星章」を受章した。
2007年、ゴールデン・ハーベストを中華人民共和国本土の伍克波が所有する橙天娯楽集団（オレンジスカイ・エンターテインメントグループ）に売却した。
2008年の第27回香港電影金像奨においては終身成就獎を贈られた。

### 逝去
2018年11月2日に逝去していたことが翌3日に香港メディアによって明らかにされた。ただし死因は不明となっている。